# Better Days (Goo Goo Dolls)
Better Days è una canzone del gruppo rock statunitense Goo Goo Dolls. Il brano è stato scritto da John Rzeznik per l'ottavo album in studio della band, Let Love In (2005). La canzone è stata pubblicata come primo singolo estratto dall'album il 20 settembre 2005. La canzone ha raggiunto il picco al numero 36 della classifica US Billboard Hot 100 e ha raggiunto anche il numero 3 della classifica Billboard Hot Adult Top 40 Tracks.

## Video musicale
Il video musicale della canzone è stato girato a Malibù in California.

## Altri media
La canzone è presente nel primo episodio della serie tv, Jericho e in un episodio speciale del programma televisivo della ABC, Extreme Makeover: Home Edition nel quale compaiono gli stessi Goo Goo Dolls che suonano per i residenti.
La canzone compare nel trailer del film Qualcosa di speciale del 2010 con Jennifer Aniston e Aaron Eckhart.

## Tracklist
Questi sono i formati e le tracklist delle principali release del singolo:
CD Promo
1. "Better Days" - 3:35
2. "We'll Be Here (When You're Gone) (Acoustic)" - 3:24

CD Promo Alternativo
1. "Better Days" - 3:35
2. "Iris" - 4:51
3. "Better Days (Acoustic)" - 3:31
4. "Better Days" (Video)

Vinile
1. "Better Days" - 3:35
2. "We'll Be Here (When You're Gone) (Acoustic)" - 3:24

## Classifiche
| Classifica (2005-2006)      | Posizione massima |
| --------------------------- | ----------------- |
| U.S. Billboard Adult Top 40 | 3                 |
| U.S. Canadian Singles Chart | 5                 |
| U.S. Billboard Hot 100      | 36                |